# Eterno tra cherubini e testa di Madonna
L'Eterno tra cherubini e testa di Madonna è un doppio frammento di dipinto a olio su tavola (112x75 cm il riquadro con Dio Padre e 51x41 cm quello con Maria) di Raffaello, databile al 1500-1501 e conservato nel Museo nazionale di Capodimonte a Napoli. Si tratta di uno dei frammenti della Pala Baronci.

## Storia
La pala eseguita per la cappella Baronci nella chiesa di Sant'Agostino a Città di Castello è la prima opera documentata di Raffaello, allora diciassettenne, che vi lavorò con un collaboratore più anziano, già a bottega da suo padre, Evangelista da Pian di Meleto. Il contratto è datato 10 dicembre 1500 e la consegna è registrata il 13 settembre 1501.
La pala venne danneggiata durante un terremoto nel 1789. Sezionata per separare le parti lesionate da quelle ancora fruibili, venne in seguito dispersa a metà dell'Ottocento.

## Descrizione e stile
Grazie a una disegno preparatorio al Musée des Beaux-Arts di Lilla è stato possibile ricollocare i frammenti nella composizione generale. L'Eterno e Maria si trovavano nell'arco superiore, sopra la figura centrale di san Nicola da Tolentino, nell'atto di incoronarlo; a destra si trovava poi la figura di sant'Agostino, del quale si intravede la corona che pure era offerta al santo sottostante.
Dei vari frammenti della pala questo è quello che mostra l'adesione a schemi più tradizionali, di derivazione peruginesca, come nell'arcaico motivo della mandorla con cherubini. Vi si è letta l'influenza del padre di Raffaello, Giovanni Santi, che usò uno schema simile nella Pala Buffi per la chiesa di San Francesco a Urbino, con lo stesso motivo delle corone sospese.
Se il volto della Vergine mostra una delicatezza assegnabili a Raffaello, il maggiore schematismo dell'Eterno viene di solito riferito alla mano di Evangelista da Pian di Meleto.